# Нади, Точукву
Точукву Нади (англ. Tochukwu Nnadi; род. 30 июня 2003) — нигерийский футболист, нападающий клуба «Зюлте-Варегем».

## Клубная карьера
Нади начал профессиональную карьеру в болгарском клубе «Ботевом». 3 апреля 2022 года в матче против «Лудогорца» он дебютировал в чемпионате Болгарии.

## Международная карьера
В 2023 году в составе молодёжной сборной Нигерии Нади принял участие в молодёжном чемпионате мира в Аргентине. На турнире он сыграл в матчах против команд Доминиканской Республики, Италии, Бразилии, Аргентины и Южной Кореи.